# L'alba di domani (singolo)
L'alba di domani è una canzone dei Tiromancino, pubblicato come primo singolo estratto dall'album omonimo del 2007. 

## Descrizione
Il brano fa da colonna sonora al primo film diretto da Federico Zampaglione Nero bifamiliare.
Ha ottenuto un buon airplay radiofonico.

## Video musicale
Il videoclip vede la partecipazione degli interpreti del film Claudia Gerini e Luca Lionello.

## Tracce
1. L'alba di domani – 3:50

## Classifiche
| Paese  | Posizione più alta |
| ------ | ------------------ |
| Italia | 20                 |